# 331 Etheridgea
331 Etheridgea eller 1949 CM är en asteroid i huvudbältet, som upptäcktes 1 april 1892 av den franske astronomen Auguste Charlois. Ursprunget till namnet är okänt.
Asteroiden har en diameter på ungefär 74 kilometer.